# Говерла (сорт груші)
Говерла — осінній сорт груші, одержаний у Львівській дослідній станції садівництва шляхом схрещування сортів Бере Конгреса та Бере Боск в 1962 році. Селекціонери — Копань В. П., Копань К. М.
Дерево середньої сили росту, з компактною пірамідальною формою крони. У плодоношення вступає на насіннєвій підщепі на 3—4 рік, на айві на 2 рік. Урожайність 7-10 річних дерев 18-31 т/га. Сорт зимостійкий, плоди і листя стійкі до парші. Плоди дуже великі, середня маса 320–380 г, широкогрушевидні, зеленувато-жовті, в благородній оржавленості. М'якуш соковитий, маслянистий, дуже густий, приємного кислувато-солодкого смаку з мигдалевим ароматом. Знімальна стиглість в умовах Київщини настає в вересні, зберігаються плоди впродовж 2-3 тижнів. Дегустаційна оцінка — 4,0 бала з 5,0.
Сорт перспективний для інтенсивного садівництва в південному Поліссі і Лісостепу України.